# Apriti Sabato
Apriti Sabato era un programma televisivo italiano di intrattenimento del sabato pomeriggio, in onda su Rete 1 dal 1977 al 1982.
Gli autori del programma erano inizialmente Sergio Dionisi, Paolo Frajese, Carmela Lisabetti, Mario Maffucci, Franco Rampazzo, Marco Zavattini e Luigi Martelli, che ne era anche il regista.
Il sottotitolo del programma era 90 minuti in diretta, infatti era in diretta dallo Studio 3 di Via Teluada a Roma. Fin dalla prima puntata, trasmessa il 29 gennaio 1977, il programma andava in onda a colori.
La prima edizione fu condotta da Paolo Frajese, che dalla seconda stagione cedette il timone a Marco Zavattini, al quale nel 1981 subentrò Bruno Modugno, che condusse l'ultima edizione del programma il cui nome nel frattempo era stato cambiato in Io, Sabato, con un nuovo gruppo di autori.
Il programma come momenti di intrattenimento aveva balletti, giochi a quiz, salute, benessere, attualità e sport.
All'interno erano presenti un telegiornale per ragazzi condotto da giovani esordienti in TV, tra cui Alessandro Cecchi Paone e Apriti, Sesamo, spazio che conteneva brevi cartoni animati.
Nel 1979 la sigla grafica venne realizzata da Osvaldo Cavandoli, mentre quella musicale era la canzone Pajaso de Il Guardiano del Faro. In quell'anno fece il suo esordio in TV la cantante e ballerina Heather Parisi, e vi presero parte anche Ave Ninchi ed Enrico Simonetti.